# 滇杜根藤
滇杜根藤（学名：Calophanoides yunnanensis）是爵床科杜根藤属的植物，为中国的特有植物。分布在中国大陆的云南等地，生长于海拔300米的地区，目前尚未由人工引种栽培。
其种加词 yunnanensis 意为“云南的”。
现接受名为滇杜根藤（Justicia yunnanensis W.W.Sm., 1920）。